# Update software
Die update software AG mit Stammsitz in Wien war ein europäischer Hersteller von Kundenbeziehungsmanagement-Software, auch Customer-Relationship-Management-Software (kurz CRM) genannt. Vertiefende Angebote des Unternehmens waren: mobiles CRM, analytisches CRM und Social CRM. Das Unternehmen wurde 2014 von der Aurea, Inc. übernommen und von der Börse genommen.

## Unternehmen
Neben dem Hauptsitz in Wien gab es operative Tochterunternehmen in Deutschland, der Schweiz, den Niederlanden, in Frankreich und Polen.
Das Unternehmen war seit dem Jahr 2000 mit dem Kürzel UP2 an der Börse in Frankfurt am Main gelistet. Die Zahl der Anwender belief sich auf 200.000 in rund 1.600 Unternehmen. Im Jahr 2012 beschäftigte das Unternehmen ca. 320 Mitarbeiter, bei einem Jahresumsatz von 33 Millionen Euro und einem EBIT von −1 Million Euro.

## Geschichte
Gegründet wurde das Unternehmen als „Update Marketing Ges.m.b.H.“ von Gilbert Hödl und Arno Huber 1988 in Wien. Im Gründungsjahr 1988 wurde die DOS-basierte Version 1.0 des marketing.manager eingeführt. 1997 wurde das Wiener Mutterhaus in eine Aktiengesellschaft umgewandelt, begleitet von drei Venture-Capital-Finanzierungsrunden in den Jahren 1997 bis 1999. Es entstanden mehrere branchenspezifische Varianten des CRM-Systems für die Branchen Life Sciences, Financial Services, Konsumgüter sowie Fertigungsindustrie und Bau-/Bauzulieferindustrie. Die von 2006 bis 2013 erhältliche Version des CRM-Systems hieß update.seven. Mit der Gründung des International Competence Center Healthcare (ICCH) und der Akquisition der Regware GmbH im Januar 2006 erfolgte die Spezialisierung des Unternehmens. Im April 2007 wurde der Banking-CRM-Spezialist „ORGAPLAN Software GmbH“ erworben. Zum 1. Mai 2009 firmierte Orgaplan zu „update Financial Services International GmbH“ um. Die deutschen Tochtergesellschaften in München, Frankfurt und Köln wurden 2011 unter dem Namen update software Deutschland GmbH zusammengeführt. Das neueste, seit April 2013 verfügbare Release des Unternehmens hieß update.CRM. Es basiert auf Technologien wie HTML5, CSS3 und JQuery.
Übernahme 2014
Im Sommer 2014 kaufte das Unternehmen Aurea Software FZ-LLC, die dem Unternehmer Joseph Anthony Liemandt gehört, einen Großteil der Aktien der update software AG auf, bereits Ende August besaß er mit 9.381.643 Stimmrechten 81 % der Aktien.